# Gem Lake
Gem Lake is een plaats (city) in de Amerikaanse staat Minnesota, en valt bestuurlijk gezien onder Ramsey County.

## Demografie
Bij de volkstelling in 2000 werd het aantal inwoners vastgesteld op 419.
In 2006 is het aantal inwoners door het United States Census Bureau geschat op 468, een stijging van 49 (11.7%).

## Geografie
Volgens het United States Census Bureau beslaat de plaats een oppervlakte van
3,0 km², waarvan 2,9 km² land en 0,1 km² water.

## Plaatsen in de nabije omgeving
De onderstaande figuur toont nabijgelegen plaatsen in een straal van 8 km rond Gem Lake.